# هيكتور أكوستا (مغني)
هيكتور أكوستا هو مغني دومينيكاني، ولد في 23 مايو 1967 في بوناو في جمهورية الدومينيكان.

## وصلات خارجية
- هيكتور أكوستا على موقع ميوزك برينز (الإنجليزية)
- هيكتور أكوستا على موقع أول ميوزيك (الإنجليزية)
- هيكتور أكوستا على موقع ديسكوغز (الإنجليزية)
- هيكتور أكوستا على موقع ديسكوغز (الإنجليزية)